# 慈助會
慈助會（英語：Relief Society）是耶穌基督後期聖徒教會的慈善組織和婦女組織。

## 概述
慈助會於1842年3月17日在美國伊利諾州諾伍成立，目前在超過188個國家和地區擁有超過700萬名會員。慈助會經常被耶穌基督後期聖徒教會稱為“世界上最古老和最大的婦女組織之一”。
慈助會自稱其宗旨是：“慈助會幫助婦女準備好接受永生的祝福，因為她們增強了對天父和耶穌基督及其贖罪的信心；通過教義和聖約鞏固個人和家庭，同心協力幫助有需要的人。”